# ChEBI
ChEBI (significa "'Entidades químicas de interés biológico", o "Química en el EBI") es una base de datos de entidades moleculares centrada en pequeños componentes químicos. El término de entidades moleculares son cualquier producto natural o de síntesis usado para intervenir en el proceso de organismos vivos. Las moléculas directamente relacionadas con el genoma, tales como los ácidos nucleicos, las proteínas y los peptidos, no están incluidos entre las ChEBI.